# فستان شاي
رداء الشاي أو فستان الشاي هو لباس المرأة في البيت خلال القرن التاسع عشر إلى منتصف القرن العشرين تميز بالخطوط غير المنظّمة والأنسجة الخفيفة وتفصيل مزبّد أَو أنثوي.

## تعريف
عرف بأنّ رداء الشاي هو رداء هجين. له دائماً ذيل وأكمام متَدفِّقة طويلة؛ يُصنَعُ من المواد والأقمشة الرائعة وينسدل بسهولة، واستعماله الرئيسي ليس كملابس على منضدة الشاي بل الأكثر يُلبَس في العشاء العائلي.
هو يمكن أن يكون مصنوع بشكل صحيح جداً للشاي، وإذا تعشّت المرأة في البيت، بقت مرتديته للعشاء.
المرأة لا تخرج للتعشّي في رداء شاي ماعدا في بيت عضو من عائلتها أو في بيت الصديق الحميم. - بريد إيميلي سلوك، 1922.
في الاستعمال المعاصرِ، أيّ لباس مُتَدفِّق ومنسدل من النسيج المطلق أو النصف شفاف، ذو الألوان الباستلية،يصل إلى طول الكاحل، قد يدعى فستان شاي.